# 司馬滔
司馬滔（3世紀—？），表字不詳，河內溫縣人。晉朝宗室。晉安平王司馬孚玄孫，父親是章武王司馬混。永嘉之亂後流落北方，後南歸東晉，曾一度被過繼為新蔡莊王司馬確之子，後來復歸本家。

## 生平
永嘉五年（311年）二月，新蔡莊王司馬確被石勒所殺，無子，由司馬滔過繼給司馬確作嗣子，封新蔡王。不過，同年永嘉之亂，洛陽失陷，司馬滔與一眾兄長都流落在北方。後來，司馬滔得以南奔江東，然而他卻與繼母新蔡太妃不和，最終上疏以其他兄長都流落在遼東，本宗章武國絕嗣為由，請求還嗣章武。新蔡太妃為之爭論，事情於是交付到太常處。當時太常賀循上議：「章武及新蔡兩國都是承傳不絕的藩國，按義並不應該廢掉本宗而先以旁系繼承。而司馬滔既然已經被過繼到他國當後嗣，就必須等到兄弟都不在，本國要絕嗣之時才可以回歸本宗。現在他還有兄弟在遼東，不能說沒有，道路雖然受阻，但都不是不能通往的絕地。而且遼東鮮卑奉晉命，信件和使者來往不斷。那就應該下詔到遼東，按劉羣、盧諶等先例，讓他們返回來繼承本宗封國。司馬滔現在不可以脫離所繼襲的宗支呀。」不過，晉元帝卻下詔：「司馬滔雖然出繼了，但他也有生母。新蔡太妃對他相當差，司馬滔執意這樣做，如果不接受，仍舊會有爭議，更加不妥。現在不如順從他的議願，讓他還襲章武。於是司馬滔歸本宗，封章武王，而改以汝南王司馬祐子司馬弼嗣新蔡。
司馬滔在東晉位至散騎常侍，並在南方去世。

## 家庭

### 子
- 司马休，嗣子，蘇峻之亂時叛投蘇峻，事平時經已戰死。
- 司馬珍，蘇峻之亂被平定時年僅八歲，得免被誅。咸和六年（331年）襲封章武王，官至大宗正

### 孫
- 司馬範之，司馬珍死後章武王一系絕嗣，以河間王司馬欽子司馬範之出繼，游擊將軍

### 曾孫
- 司馬秀，桂陽太守。因妻子是桓振妹，故在義熙元年（405年）因桓振反抗晉廷而不自安，謀反失敗被殺，章武國被削除。